# Ilja Isjaslawowitsch Awerbuch
Ilja Isjaslawowitsch Awerbuch (russisch Илья Изяславович Авербух; * 18. Dezember 1973 in Moskau, Sowjetunion) ist ein ehemaliger russischer Eistänzer.
Im Jahr 1979 begann Awerbuch mit dem Eiskunstlaufen. Zunächst startete er mit der späteren Olympiasiegerin Marina Anissina, mit der er in den Jahren 1990 und 1992 Juniorenweltmeister wurde. Während dieser Zeit verliebte er sich in die Eistänzerin Irina Lobatschowa, die aber zu diesem Zeitpunkt noch mit Alexei Pospelow startete.
Im Jahr 1992 trennten sich Lobatschowa/Awerbuch von ihren bisherigen Eistanzpartnern und liefen fortan gemeinsam. Am 10. März 1995 heirateten Lobatschowa und Awerbuch, ihr Sohn Martin kam 2004 zur Welt. Anfang November 2007 ließ sich das Paar scheiden.
Ihre größten Erfolge waren der Gewinn der Silbermedaille bei den Olympischen Spielen 2002 und der Gewinn der Weltmeisterschaft im selben Jahr. Sie trainierten bei Natalja Linitschuk und Gennadi Karponossow. Awerbuch startete für Dynamo Moskau.
Seit dem Ende seiner Eistanzkarriere arbeitet Awerbuch als TV-Journalist und ist unter anderem Eislaufkommentator. Außerdem ist Awerbuch der Besitzer der Eislaufshow Ice Symphony.

## Ergebnisse

### Eistanz
(mit Irina Lobatschowa)
| Wettbewerb / Jahr         | 1994 | 1995 | 1996 | 1997 | 1998 | 1999 | 2000 | 2001 | 2002 | 2003 |
| ------------------------- | ---- | ---- | ---- | ---- | ---- | ---- | ---- | ---- | ---- | ---- |
| Olympische Winterspiele   |      |      |      |      | 5.   |      |      |      | 2.   |      |
| Weltmeisterschaften       | 13.  | 15.  | 6.   | 7.   | 4.   | 4.   | 4.   | 3.   | 1.   | 2.   |
| Europameisterschaften     |      | 9.   | 5.   | 5.   | 4.   | 3.   | 4.   | 3.   | 3.   | 1.   |
| Russische Meisterschaften | 2.   | 3.   | 3.   | 1.   | 2.   | 2.   | 1.   | 1.   | 1.   |      |

(mit Marina Anissina)
| Wettbewerb / Jahr           | 1990 | 1991 | 1992 |
| --------------------------- | ---- | ---- | ---- |
| Juniorenweltmeisterschaften | 1.   | 4.   | 1.   |